# Loiolatarra
Club Deportivo Loiolatarra es una sociedad de San Sebastián (Guipúzcoa, España), fundada en 1924.

## Historia
Fundada en 1924, desde sus inicios tuvo, aparte de ser punto de reunión de los socios, una vocación de promocionar el deporte. Tuvo secciones de fútbol y balonmano, y hoy día se mantienen entre otras las secciones de pelota, triatlón o cicloturismo.
El remo tuvo un especial protagonismo: durante la década de 1940 ostentó la representación de San Sebastián en la Bandera de la Concha (fueron patrones Sebastian Bakeriza, Landaberea y Urdiziain). Hoy día, organizan una regata de bateles el día de San Ignacio.
La calle del barrio de Loyola donde se ubica la sede de la sociedad se denomina Calle Loiolatarra en su honor.